# Friese mythe
De Friese mythe gaat over de veronderstelde herkomst van de Friezen. 

## Achtergrond
In de Friese geschiedschrijving werd uitgegaan van het idee dat de Friezen direct zouden afstammen van de Frisii die genoemd werden door Romeinse en vroegmiddeleeuwse bronnen. Daarnaast zouden de Friezen altijd in vrijheid en gelijkheid hebben geleefd en zou de Friese identiteit, cultuur en taal bijna niet veranderd zijn gedurende die tijd. Een bekend voorbeeld waarin de mythe wordt weergegeven is Croniicke ende warachtige Beschryvinghe van Vrieslant van Ocko Scharlensis. Van het Oera Linda Boek wordt algemeen aangenomen dat het een vervalsing is. Er hebben in West-Europa vele vergelijkbare oorsprongsmythen bestaan, zoals de Bataafse mythe die aangehangen werd tijdens de zestiende en zeventiende eeuw.
Het leggen van een rechtstreekse link tussen de Frisii uit de oudheid en de latere Friezen lijkt op het eerste gezicht voor de hand te liggen, maar toch wordt dit beeld tegenwoordig niet meer aangehangen. Waar er voor de Romeinse tijd zowel archeologische als schriftelijke aanwijzingen zijn voor een vrij dichte bewoning, bestaat er in de overgeleverde bronnen een lacune vanaf de vierde eeuw. De Frisii-Minores en Frisii-Majores worden vanaf dan niet meer genoemd. De Friezen worden voor het eerst weer genoemd  bij een inval door de Deense koning Chochilac of Hygelac in de Rijndelta (slag aan de Rijn, circa 525), een voorbode van de latere Vikingstrooptochten. Deze laatste Friezen worden ook wel Anglo-Friezen genoemd.

## Archeologie
De terpen en wierden in Noord-Nederland zijn sinds de negentiende eeuw onderwerp van archeologisch onderzoek. Bij dat onderzoek zijn tot nu toe vrijwel geen vondsten gedaan uit de vijfde en zesde eeuw. Dat duidt op een ontvolking van het gebied. Voor de periode direct daarna wijzen de vondsten op Angelsaksen die zich wellicht met de kleine restbevolking heeft gemengd, aangezien van enkele wierden wel continue bewoning is aangetoond.

## Toponymie
Daarnaast is er nog de toponymie. Hiermee wordt geprobeerd om te achterhalen wat de oorsprong is van een plaatsnaam. Er zijn enkele plaatsnamen in Noord-Nederland die teruggrijpen op de prehistorische tijd, maar hiermee is de bewoningscontinuïteit slechts in zeer geringe mate aan te tonen. Duidelijk is in ieder geval dat de bevolkingsdichtheid sterk is afgenomen in de Laat-Romeinse tijd. Mogelijk hebben de nieuwe bewoners na de volksverhuizingen de oude naam overgenomen, maar waarschijnlijker is dat dit via de Franken is gebeurd.